# Roš ha-nikra

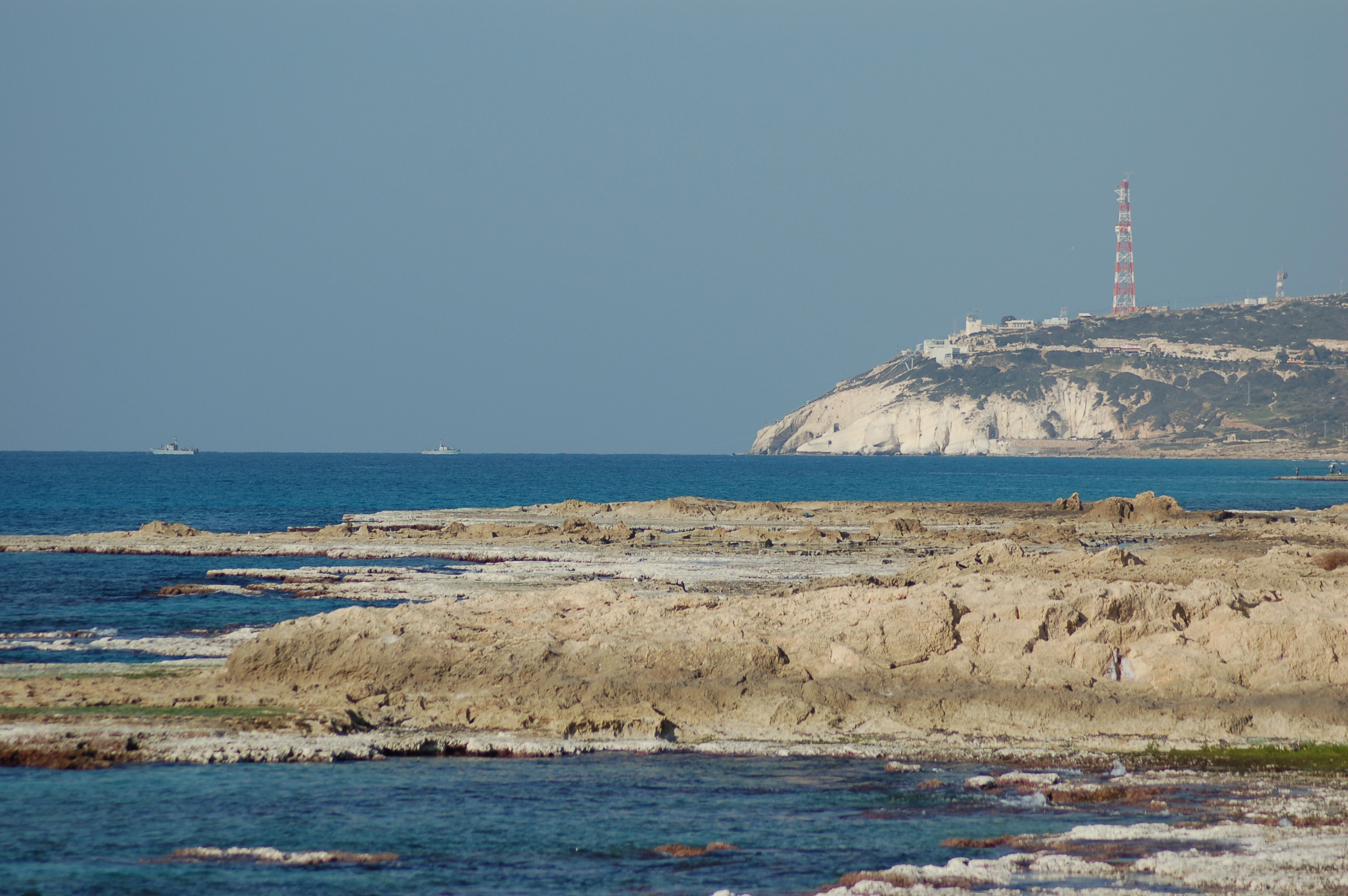
Útesy Roš ha-nikra

Roš ha-nikra (hebrejsky ראש הנקרה, doslova Hlava trhliny) je přírodní rezervací, která se nachází na pobřeží Středozemního moře zcela na severu Izraele. Roš ha-nikra je výběžkem Reches ha-Sulam, horského hřebenu, který vymezuje ze severozápadu Galileu, a je zvláštní svými ostrými útesy, které sestupují do Středozemního moře. Na jihu přírodní rezervace se nacházejí také tři ostrovy.

## Geologická stavba

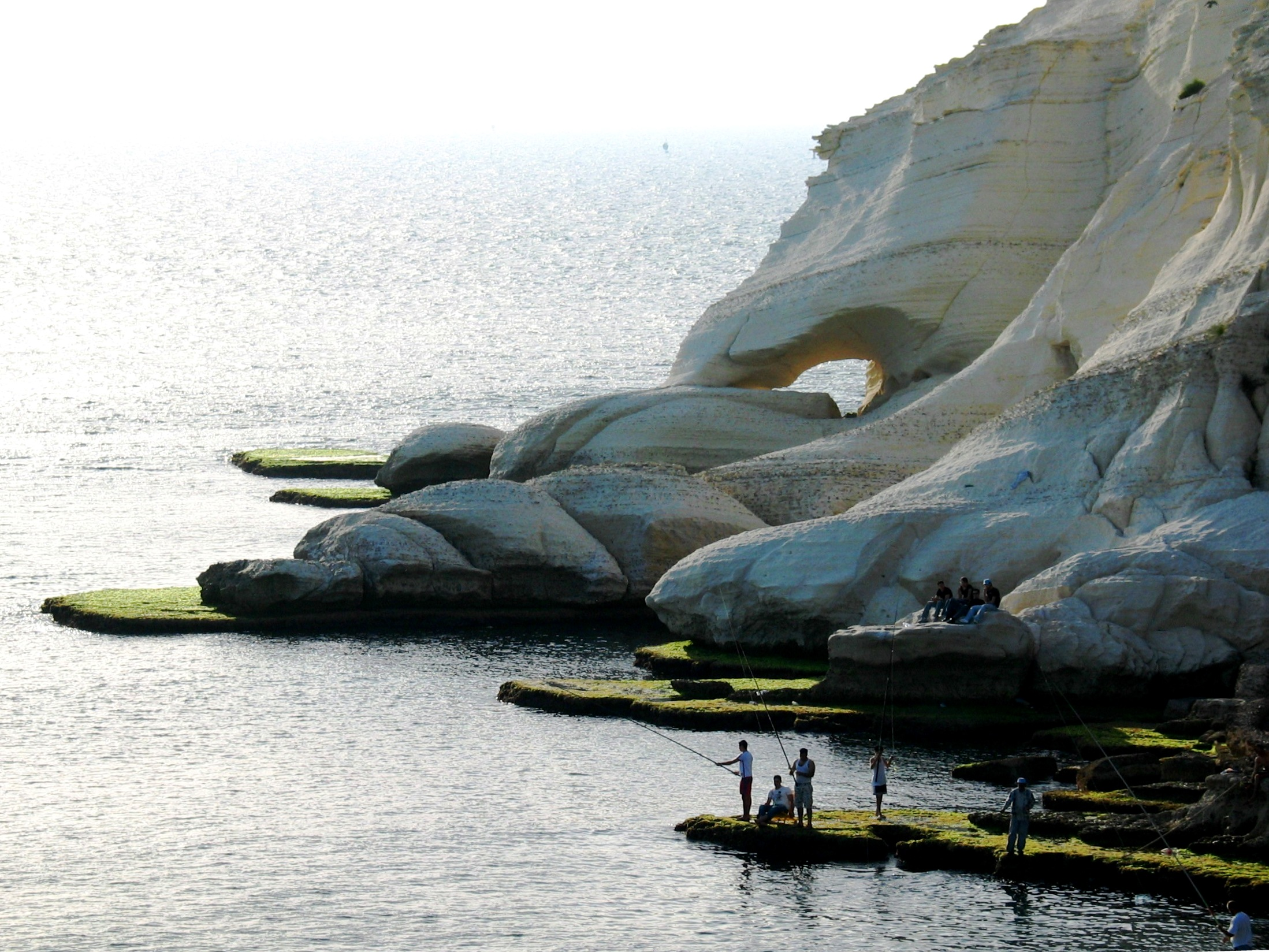
Rybáři pod útesy Roš ha-nikra

Geologický útvar Roš ha-nikra se skládá ze tří vrstev:
- Nejspodnější vápencová vrstva se nachází z větší části pod úrovní moře.
- Střední měkká křídová vrstva tvoří ostré útesy, které dosahují výšky okolo 70 metrů a jsou protkány pásy pazourku. V této vrstvě mořské vlny postupně vyhloubily jeskyně.
- Horní vrstva je tvořena dolomity.

## Historie
Reches ha-Sulam byl osídlen Féničany. Vojsko Alexandra Makedonského na tomto místě později v roce 323 př. n. l. těžilo kámen, aby mohlo vytvořit přechod mezi pevninou a blízkým městem Týros a dobýt jej.
Roku 1915 prorazila britská armáda skrz skálu silniční tunel a během druhé světové války tunel železniční, kterým vedla železnice spojující Egypt s Tureckem a Evropou. V březnu 1948 však jednotky Palmach tunel odpálily, aby znemožnily průchod libanonským ozbrojencům. V roce 1949 vyrostla jihovýchodně od vlastních útesů židovská vesnice typu kibuc nazvaná Kfar Roš ha-Nikra. Jejími zakladateli byli veteráni Palmachu.

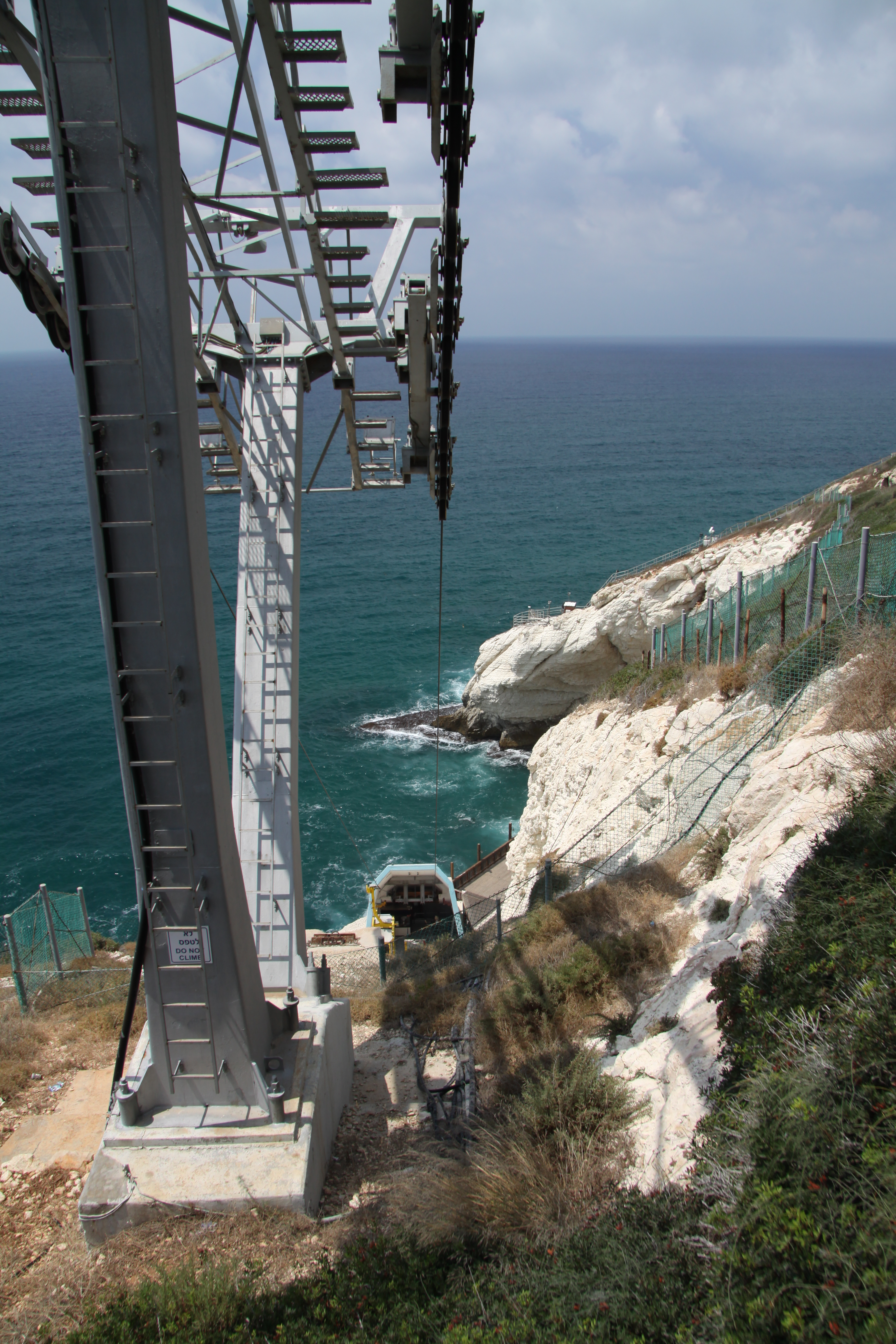
Lanovka vedoucí k Roš ha-nikra

Roku 1968 byl kvůli zpřístupnění veřejnosti do jeskyní proražen 400 m dlouhý tunel a vybudována lanovka.